# Вазалемма (волость)
Ва́залемма (ест. Vasalemma vald) — волость в Естонії, одиниця самоврядування в повіті Гар'юмаа з 5 березня 1992 до 24 жовтня 2017 року.

## Географічні дані
Площа волості — 38,66 км2, чисельність населення на 1 січня 2017 року становила 2435 осіб.

## Населені пункти
Адміністративний центр — селище Вазалемма.
На території волості розташовувалися 3 селища (alevik): Вазалемма (Vasalemma), Емарі (Ämari), Румму (Rummu) та 2 села (küla): Вескікюла (Veskiküla) і Леммару (Lemmaru).

## Історія
5 березня 1992 року Вазалеммаська сільська рада була перетворена у волость зі статусом самоврядування.
13 липня 2017 року на підставі Закону про адміністративний поділ території Естонії Уряд Республіки прийняв постанову № 126 про утворення нової адміністративної одиниці — волості Ляене-Гар'ю  — шляхом об'єднання територій міського самоврядування Палдіскі й трьох волостей: Вазалемма, Кейла й Падізе. Зміни в адміністративно-територіальному устрої, відповідно до постанови, мали набрати чинності з дня оголошення результатів виборів до ради нового самоврядування. 31 липня волосна рада Вазалемма, не бажаючи добровільно об'єднуватися, оскаржила примусове злиття у Верховному суді. 15 жовтня в Естонії відбулися вибори в органи місцевої влади. 19 жовтня судова колегія конституційного нагляду відхилила заяву волосної ради Вазалемма і залишила рішення Уряду без змін. Утворення волості Ляене-Гар'ю  набуло чинності 24 жовтня 2017 року. Волость Вазалемма вилучена з «Переліку адміністративних одиниць на території Естонії».

## Керівництво волості
Старійшини волості
- —2017 Март Метс (Mart Mets)

Голови волосної ради
- —2017 Тармо Леетс (Tarmo Leets)